# Castello di Úsov
Il castello di Úsov (in ceco Zámek Úsov) si trova nel territorio del comune omonimo, Distretto di Šumperk nella Regione di Olomouc della Repubblica Ceca. L'antico castello gotico risalente al XIII secolo è uno dei più antichi della Moravia ed è divenuto, dalla fine del XIX secolo, principalmente una sede museale.

## Storia

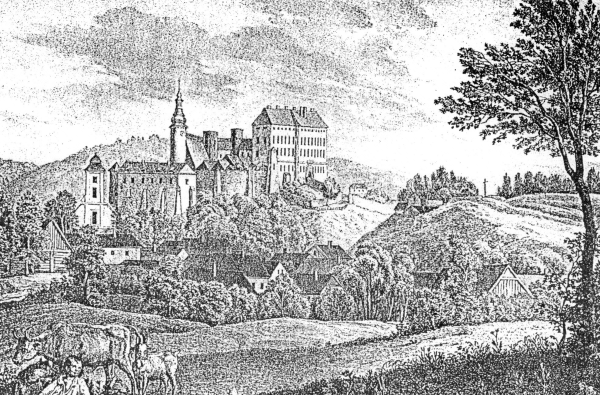
Castello di Úsov in una stampa del 1834

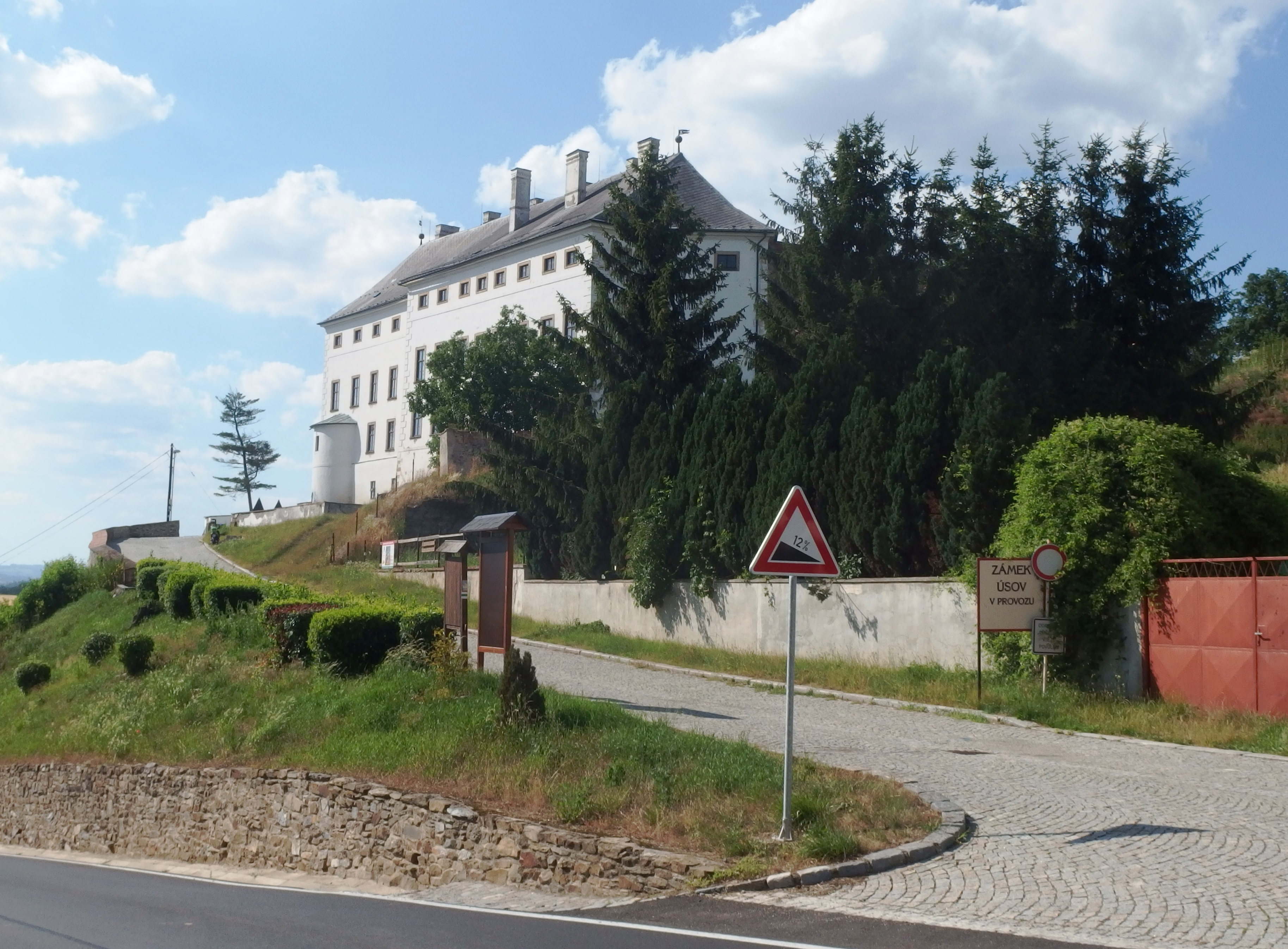
Viale di accesso al castello

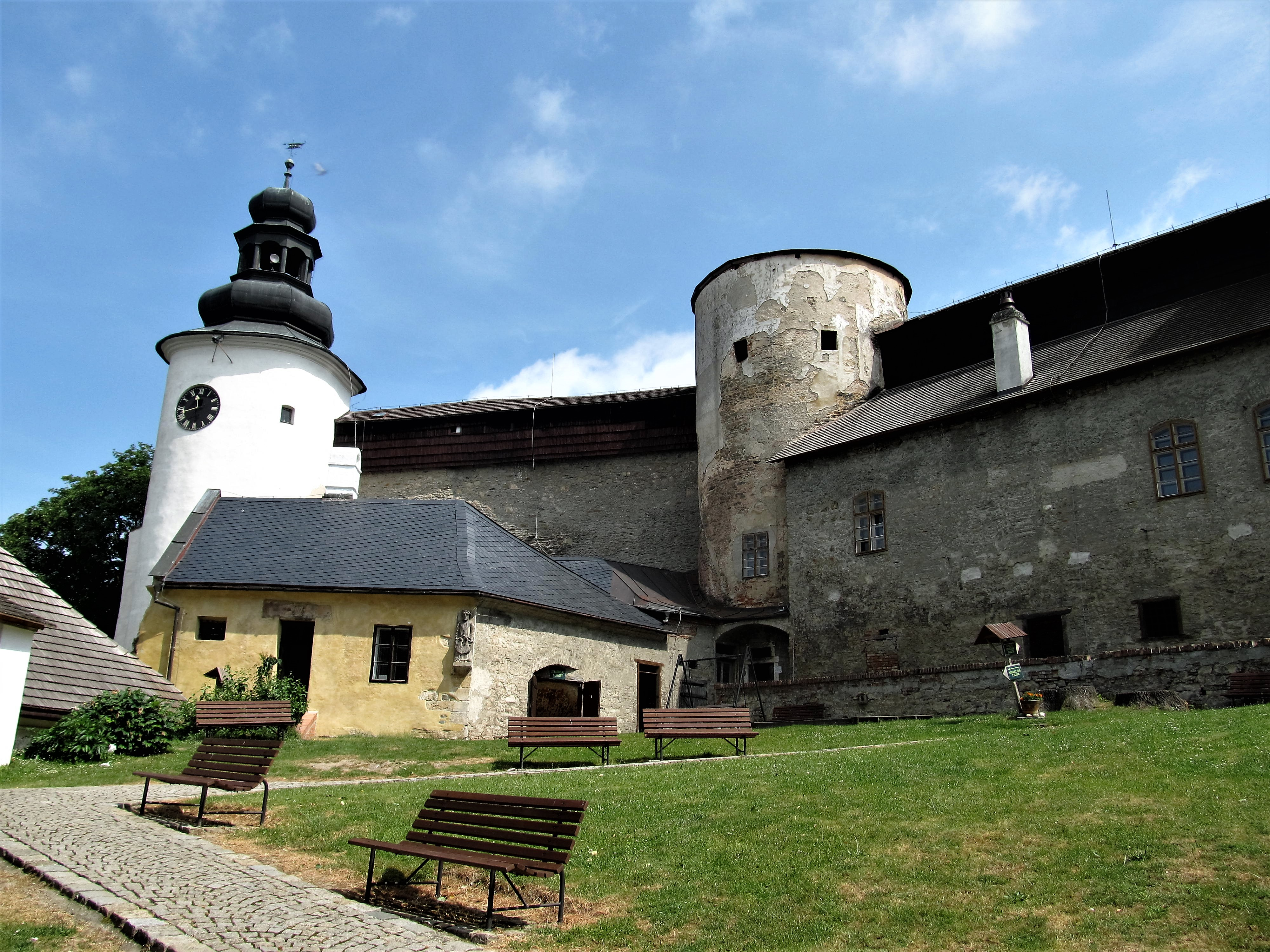
Castello di Úsov con parte del cortile

Il castello gotico di Úsov è uno dei più antichi della Moravia e venne edificato nella prima metà del XIII secolo. La prima citazione che lo riguarda risale al 1260. Nel XV secolo appartenne per un breve periodo alla famiglia Šternberk. Vi soggiornò occasionalmente il margravio Prokop, nipote di Carlo IV di Lussemburgo. Nel XV secolo il complesso venne ipotecato per lungo tempo ed ebbe vari proprietari, venne seriamente danneggiato nella battaglia della Montagna Bianca durante la guerra dei trent'anni e fu necessario il suo restauro. Venne più volte restaurato e ricostruito sino ad assumere l'aspetto che ci è pervenuto. Dal XVII secolo entrò tra le proprietà della famiglia Liechtenstein che lo mantennero sino alla conclusione della seconda guerra mondiale. La ricostruzione barocca e la costruzione della magnifica scalinata furono eseguite negli anni tra il 1692 e il 1699 su progetto di Domenico Martinelli. Per lungo tempo gli edifici del castello ospitarono l'amministrazione della tenuta poi la prima scuola forestale della Moravia e, negli anni dal 1911al 1914 la scuola comunale di molitura e nel periodo tra le due guerre un istituto scolastico. Nel 1898 i Liechtenstein promossero l'istituzione di un museo forestale e di caccia con le collezioni di animali provenienti dai loro possedimenti e da spedizioni di caccia in Polonia, Italia, Africa e India. Il castello fu mantenuto dai Liechtenstein fino al 1945, e da quella data venne gestito dallo Stato e dal 1995 il castello è diventato proprietà della città di Úsov che ne ha valorizzato il sito museale già presente da tempo con le sue collezioni.

## Descrizione

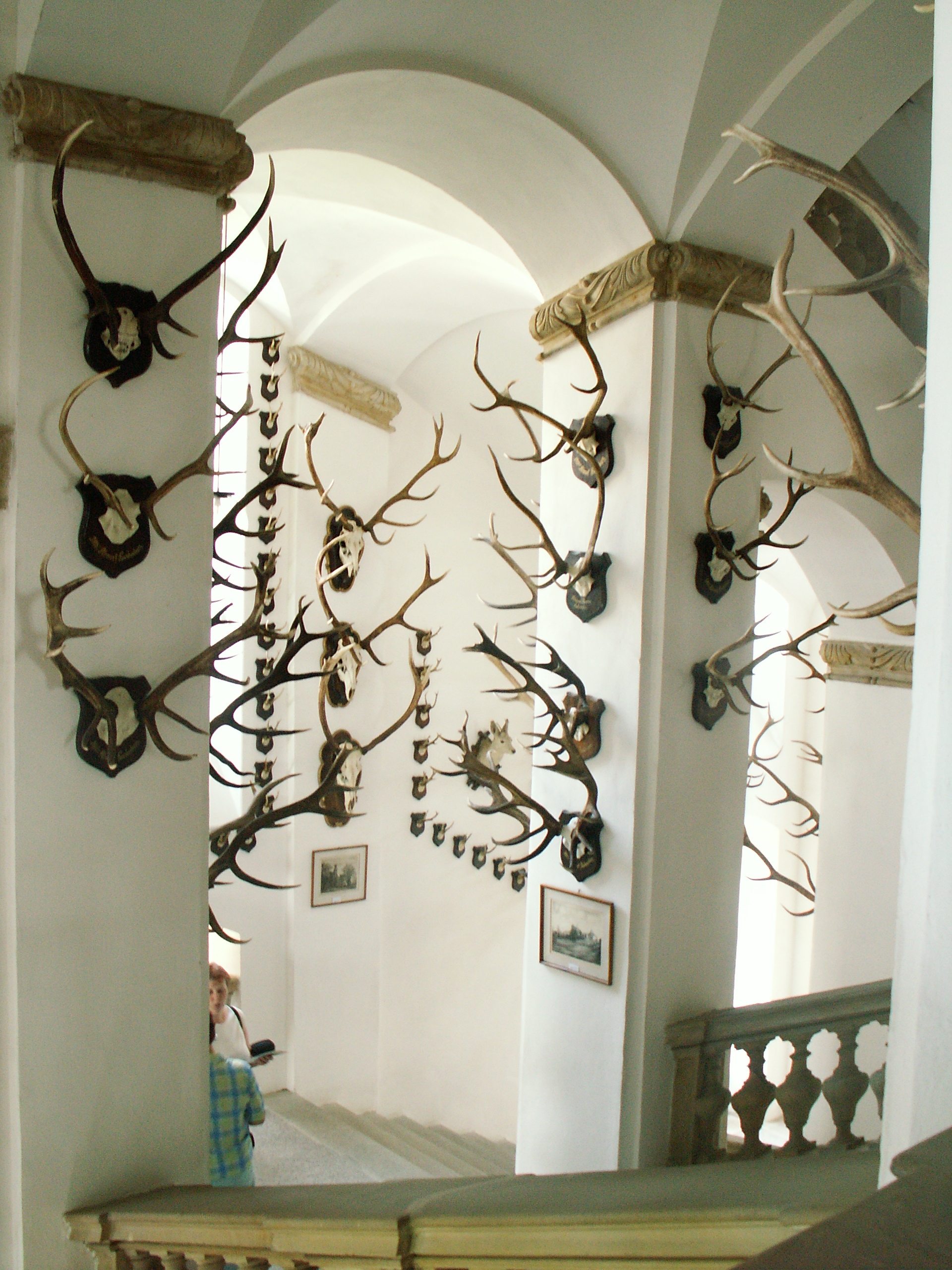
Scala interna che porta alle sale del museo con trofei appesi alle pareti

Il complesso del castello si trova nella parte orientale del territorio di Úsov, Regione di Olomouc della Repubblica Ceca. L'insieme del castello è formato da vari edifici che comprendono la cinta delle mura, il ponte di accesso con il palazzo principale, la torre con l'orologio, la grande corte e gli spazi attorno attrezzati a parco. Le mura sono rinforzate con torri cilindriche. Il palazzo principale è una residenza nobiliare che si sviluppa su quattro piani. Il portale di accesso è incorniciato in bugnato e vi si arriva dal ponte dopo aver percorso il ripido viale che sala verso la struttura. Il maggior numero delle sale è dedicato al museo ma gli interni visitabili comprendono anche una collezione di armi, la cucina nera con forno, mobili in legno e stoviglie del XVII secolo e, al terzo piano, la pinacoteca con dipinti del pittore Lubomír Bartoš.

### Museo della caccia e della silvicoltura
Dalla fine del XIX secolo il castello ospita un museo della caccia e della silvicoltura con una collezione di trofei raccolti durante le spedizioni di caccia della famiglia Leichtenstein nell'Europa centrale. Sono esposti animali imbalsamati, un erbario e modelli di case forestali per un totale di oltre 4.000 reperti. Il museo è particolare nel suo genere in Europa centrale.

### Monumento culturale della Repubblica Ceca
La tutela dei monumenti della Repubblica Ceca considera l'intera area del complesso del castello di Úsov un monumento culturale tutelato col numero di catalogo 1000144467.